# 1991 في جي
1991 في جي هو جرم صغير جدًا قريب من الأرض من مجموعة كويكبات أبولو، يبلغ قطره ما بين 5 و12 متر تقريبًا (بين 16 و39 قدم). رُصد لأول مرة من قبل عالم الفلك الأمريكي جيمس سكوتي في 6 نوفمبر 1991، باستخدام تلسكوب سبيس واتش في مرصد قمة كت الوطني بالقرب من توساون، أريزونا، في الولايات المتحدة.

## مدار مشابه لمدار الأرض
في 6 نوفمبر 1991، اكتشف سكوتي جرمًا خافتًا سُمي 1991 في جي فور اكتشافه. تبين أن مدار الجرم حول الشمس مشابه جدًا لمدار الأرض وتنبأت الحسابات باقترابه من الأرض في الشهر التالي للاكتشاف على بعد 1.2 ضعف المسافة إلى القمر أو 0.003 وحدة فلكية (450000 كيلومتر؛ 280000 ميل) في 5 ديسمبر 1991. مرّ 1991 في جي أيضًا بجانب الأرض من على بعد 0.0568 وحدة فلكية في 7 أغسطس 2017. بالنظر إلى هذا المدار الشبيه بمدار الأرض، فإن العمر الديناميكي لمثل هذا الجرم قصير نسبيًا إذ قد يصطدم بسرعة بالأرض أو يضطرب بفعل جاذبية الأرض ليدخل في مدار مختلف. كان من الصعب جدًا تفسير تشابه مداره مع مدار الأرض بالمؤثرات الطبيعية، وقد اقتُرح أنه من المخلفات المقذوفة من تصادم قمري حديث أو بفعل اضطرابات غير جذبوية مثل تأثير ياركوفسكي. حُدد أول كويكب طروادة أرضي، 2010 تي كاي 7، لاحقًا وقد تكون هذه الأجرام مصدرًا لتلك المشابهة لـ 1991 في جي.
كان 1991 في جي في تكوين مداري مشترك عابر من نوع حدوة الحصان في الماضي وسيعود إلى هذه الحالة في المستقبل؛ كان قمرًا صناعيًا طبيعيًا للأرض لمدة شهر تقريبًا منذ عام 1992. قد يكون هذا الالتقاط المؤقت حدث عدة مرات في الماضي ومن المتوقع أن يتكرر مرة أخرى في المستقبل. كان الاختلاف المركزي لمداره أقل من 1 بالنسبة للأرض من 23 فبراير إلى 21 مارس 1992.

## بنية متجانسة محتملة
منذ اكتشاف 1991 في جي، تميز نحو 80% من الكويكبات الصغيرة المُكتشفة ذات المقادير المطلقة الأقل 22.0 (المقابلة لأحجام أصغر من نحو 200 متر) والتي قيس منحناها الضوئي بفترات دوران تقل عن ساعتين. عادةً ما تتميز الأجرام التي تُسمى الدوارات السريعة ببنياتٍ متجانسة أو تكتلات ملحومة بقوة داخلية كافية لتحمل قوى الطرد المركزي. في بعض الأحيان، تكون الكويكبات التي تدور ببطء أكبر تجمعات مرتبطة بالجاذبية.

## أصل اصطناعي محتمل
أدى عدم اليقين من أصل هذا الجرم، جنبًا إلى جنب مع التباين السريع في سطوعه في الصور التي التُقطت أثناء مروره بالقرب من الأرض في أوائل ديسمبر 1991، إلى بعض التكهنات بأنه قد يكون خزان وقود صاروخي مُستهلك. كانت هناك تكهنات باحتمال كونه صاروخًا لقمر صناعي أُطلِق في أوائل السبعينات، أو من مهمة أبولو 12. أكد تحليل مُفصل للأدلة المتاحة على عدم وجود سبب مقنع للاعتقاد بأن 1991 في جي ليس طبيعيًا.
اعتبارًا من عام 2018، مع تحديد مداره بدقة شديدة، من غير المرجح أن يكون 1991 في جي جسمًا صناعيًا، إذ لم يقترب من الأرض منذ عام 1900.

## الاستكشاف
كاشف الكويكبات القريبة من الأرض هي مهمة تابعة لناسا مُخطط لها لتطوير شراع شمسي مع كيوبسات منخفض التكلفة قادر على الاقتراب من الكويكبات القريبة من الأرض والتقاط صور عالية الدقة لها. من المتوقع إطلاقه في عام 2021، و1991 في جي هو الهدف المخطط له.